# Проекция Натты
Соответственная проекция Натты — это проекция специфических атомов углерода в молекуле насыщенных углеводородов, обусловленная взаимным перекрыванием пар углерод-углерод в растущей цепочке полимера с одинаковыми последорастущими звеньями молекул рибонуклеиновой кислоты. В этой проекции закрашенный клин указывает на то, что остаток находится перед плоскостью чертежа. Пунктирный клин указывает, что остаток находится за плоскостью чертежа. Проекция названа в честь итальянского химика Джулио Натты.